# Les Loisirs sur fond rouge
Les Loisirs sur fond rouge est un tableau du peintre français Fernand Léger réalisé en 1949. Cette huile sur toile représente deux hommes, deux femmes et deux enfants posant comme pour un portrait de groupe parmi des bicyclettes devant un fond rouge. Depuis une donation de Nadia Léger et Georges Bauquier, l'œuvre est conservée au musée national Fernand-Léger, à Biot, dans les Alpes-Maritimes.

## Description
Il en existe une autre version exécutée sur fond bleu que conserve le musée national d'Art moderne, à Paris. Dans cette dernière, une inscription révèle que la posture de la figure féminine que l'on voit assise au premier plan dans les deux variantes est un renvoi conscient au Jean-Paul Marat de La Mort de Marat, par Jacques-Louis David.